# Francisco Javier Sánchez de Cabezón y Tejada
Francisco Javier Sánchez de Cabezón y Tejada (Treguajantes (La Rioja), 10 de septiembre de 1684 - Astorga, (León), 27 de enero de 1767) fue obispo de Astorga entre 1750 y 1767. Gran promotor y mecenas del arte en su diócesis, y fundador del Seminario de San Toribio.

## Reseña biográfica
Nacido en la aldea camerana de Treguajantes, en el municipio de Soto en Cameros en el Camero Viejo, de joven emigró a Alcalá de Henares dónde estudió Teología, carrera que acabaría en la universidad de Valladolid dónde obtuvo una cátedra en Artes. 
Fue nombrado Obispo de Astorga, mediante su ordenación episcopal en la catedral de Ávila el 21 de junio de 1750 conferida por el obispo de aquella sede Pedro González García, y asistido por los obispos de Zamora y Jaén. Se mantuvo como titular de esta sede hasta su fallecimiento en 1767. 
Fue un gran promotor y mecenas del arte en su diócesis, así como protector y restaurador de diferentes instituciones de su diócesis como el Hospital de San Juan Bautista que se había derruido en un incendio en 1756, el Convento de Sancti Spiritus o el Monasterio de Santa María de Villoria. En 1766 erigió el Seminario Conciliar de San Toribio, pensado como un edificio provisional, pero que al final se mantuvo por su solidez. En su pontificado se comenzó la obra del claustro de la catedral, debida al arquitecto Gaspar López que sería también quien dirigió la obra del Hospital.
Por último, en su pueblo natal también reedificó la iglesia parroquial de San Martín dañada por el terremoto de Lisboa, colocando la primera piedra el 22 de abril de 1757. Fue sacralizada el 3 de marzo de 1760 y el 22 de abril de 1767 se dio por terminada. Es un edificio de grandes dimensiones en comparación con las dimensiones de la aldea, construido en mampostería, de una sola nave con crucero y cabecera rectangular, siendo su elemento más característico su crucero cubierto con una cúpula con linterna sobre pechinas, nada usual en las aldeas cameranas. Desgraciadamente esta iglesia está hoy en ruinas.